# Ника Ракитина
Ни́ка Раки́тина (псевдоним, настоящее имя Людмила Дмитриевна Богданова; 15 января 1963) — белорусская русскоязычная писательница-фантаст.

## Биография
Живёт и работает в Гомеле. Лучшая молодая писательница-фантаст Беларуси по итогам «Еврокона-2008». Руководила кружком НЛО (Необыкновенное литературное общество) в Гомельском областном дворце творчества детей и молодежи до 2009 года. Говорит, что при работе над романами активно пользуется энциклопедическим словарем «Беларуская міфалогія», а также историческими документами — для большей точности в деталях. По этой же причине Ника научилась кататься на лошадях — чтобы знать, о чём пишет. А ранее, в 1994 году, сама создала в Гомеле рыцарский клуб.

## Творчество

### Стихи
Первые публикации были в университете. В различных газетных изданиях появлялись её стихи. Но вскоре интерес к стихам погас, хотя и не до конца. Даже сейчас их можно встретить в её творчестве. Некоторые положены на музыку.

### Рассказы и повести
Рассказы и повести печатались в таких журналах и сборниках:
- «Рыбка» // Антология «Аэлита. Новая волна». — Екатеринбург: У-Фактория, 2004.
- «Рован» // Киев: журнал «Реальность фантастики», № 10/2004.
- «Мое королевство» // Антология «Аэлита. Новая волна / 002». — Екатеринбург: У-Фактория, 2005.
- «Наўе» // Мн.: журнал «Маладосць», № 3/2006.
- «Служба безопасности библиотеки» // Антология «Хранители миров». — Екатеринбург: Банк культурной информации, 2007.
- «Навь» // Антология «Славянское фэнтези». — М.: Азбука-классика, 2008.
- «Чем пахнет луна» // Антология «Лунный пёс». — М.: Азбука-классика, 2008.
- «Сразить дракона» // М.: журнал «Мир фантастики», № 8/2008.
- «Почти его дом» // Киев: журнал «Реальность фантастики», № 12/2008.
- «Берегите лес от пожара» // М.: журнал Полдень, XXI век, № 9/2009.
- «Жанры как они есть» // Антология «Аэлита/005». — Екатеринбург: Уральский следопыт, 2009.

### Роман «Гонитва»
В 2008 году в издательстве «Снежный ком» (Рига) увидел свет первый роман писательницы — роман «Гонитва». В том же году Ника Ракитина была признана лучшим молодым писателем-фантастом Беларуси на конкурсе «Еврокон-2008». За 36-летнюю историю конкурса, учрежденного Европейским союзом научной фантастики, впервые награду получила представительница Беларуси. Также в 2008 году Ракитиной вручили «Пальму первенства» от донецкого КЛФ. Гомельская учительница создавала свою страну на протяжении восьми лет. История придуманного государства основана на легендах и преданиях Великого княжества Литовского, а её герои — не эльфы, драконы и колдуны, а легендарные белорусские персонажи. Чтобы собрать историю воедино, Ракитина много путешествовала по Беларуси, Польше и Литве.

— Писала по старинке — ручкой на бумаге, а уже потом набирала на компьютере, — вспоминает Ника Ракитина.

Все названия в «Гонитве» либо знакомы белорусскому читателю, либо легко узнаются при расшифровке. Так, прототипом Омеля является Гомель, родной город писательницы. А названия деревень и хуторов напрямую переносились с карты Беларуси на страницы книги: Строчицы, Макеевка, Навлица… Страна, где все это находится, называется Лейтавой — как историческая Литва, Великое княжество Литовское. Роман «Гонитва» перенимает традиции «Дикой охоты» Короткевича. Неслучайно литературные эксперты назвали Нику Ракитину его последовательницей.

## Книги
- Гонитва. Рига: Снежный ком — 2008. ISBN 978-9984-816-06-7
- Гонитва. Минск: Интерпрессервис — 2011. ISBN 978-985-549-056-3
- Ведьма. Минск: Интерпрессервис — 2011. ISBN 978-985-549-057-0